# Ferienstraße

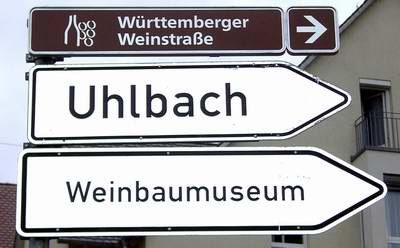
Hinweis auf eine Ferienstraße

Barockstraßenlogo

Als Ferienstraße  oder Touristikstraße bzw. -route wird in Deutschland laut dem ADAC (1995) eine auf Dauer angelegte Reiseroute mit einem speziellen Thema bezeichnet, die den Zweck verfolgt, das Gebiet der Streckenführung touristisch besser zu vermarkten. Andere Bezeichnungen sind beispielsweise auch Themen-, Fremdenverkehrs- oder Touristenstraße. Eine Sonderform einer solchen Straße ist die Panoramastraße. Dabei handelt es sich um eine Straße, die zahlreiche Ausblicke (Panoramen) auf landschaftliche Schönheiten ermöglicht.
In Österreich werden Ferienstraßen auch Erlebnisstraßen genannt.

## Merkmale
Typisch für Ferienstraßen ist laut einer Definition des „Deutschen Fremdenverkehrsverbandes“ von 1981:
- Eine landschaftlich oder kulturell sinnvolle leitthematische Benennung
- Eine dauerhafte Ausweisung und Vermarktung
- Eine eindeutige Streckenführung ohne die Benutzung von Autobahnen
- Ein Verzeichnis besichtigenswerter Objekte entlang der Strecke
- Die Einrichtung einer zentralen Informationsstelle
- Ein möglichst mehrsprachiges Informationsmaterial (Karten, Prospekte)
- Eine vollständige Beschilderung
- Die Verwendung von Logos und Slogans
- Eine eindeutig verantwortliche Trägerschaft mit satzungsmäßig festgelegten Zielen und Aufgaben
- Eine Bemühung um staatliche Anerkennung in Form von Mittelzuweisungen bzw. Unterstützung.[2]

Zur Kennzeichnung von Ferienstraßen findet in Deutschland insbesondere das in Braun mit weißer Schrift gehaltene amtliche Richtzeichen 386-51 Verwendung (Größe: 200 mm × 750 mm oder 200 mm × 1000 mm), auf dem das Logo der jeweiligen Straße oder eine Raute ohne Logo abgebildet ist. Schilder, die auf Ferienstraßen hinweisen, dürfen nicht zusammen mit anderen Verkehrsschildern aufgestellt werden.
Ferienstraßen fallen zumeist nicht mit den stark befahrenden Hauptrouten der Region zusammen. Teils wurden sie bereits als vorwiegend touristische Straßen gebaut, teils entstanden sie durch entsprechende Kennzeichnung bestehender Straßen. Insgesamt gibt es in Deutschland etwa 150 Ferienstraßen, in Österreich über 60 Erlebnisstraßen. Etwa die Hälfte der deutschen Ferienstraßen verläuft linienförmig, etwa ein Viertel ringförmig und ebenfalls ein Viertel netzartig. Die längste Ferienstraße, die ausschließlich innerhalb Deutschlands verläuft, war die 1.738 km lange, eingestellte Deutsche Ferienroute Alpen–Ostsee. Zwei Drittel aller deutschen Ferienstraßen sind kürzer als 200 km.
Das Bereisen touristischer Straßen erweist sich als ein Mix aus Bauwerksbesichtigung, Museumsbesuch und Landschafts- bzw. Stadtbesichtigung, möglicherweise verbunden mit einem Eventbesuch. Eine Rolle spielen vor allem bei denjenigen Routen, die Lebensmitteln gewidmet sind, auch die Verkostung und der Erwerb regionsspezifischer Produkte wie Bier, Wein oder Käse.

## Geschichte
Die älteste deutsche Ferienstraße ist die 1927 gegründete Deutsche Alpenstraße. Etwa zeitgleich entstand der Blue Ridge Parkway in den Appalachen. Bereits diese beiden Straßen zeigen, wie Landschaftserlebnisse für Autofahrer auf Touristikstraßen inszeniert wurden und welche Konflikte sich durch die divergierende Nutzungsinteressen an der „Landschaft“ ergaben. Dabei handelt es sich nicht um eine tatsächlich naturbelassene Ur-Landschaft, sondern um eine von Menschen gestaltete, deren Wahrnehmung durch kulturell bestimmte Konstrukte (wie Reiseführer, Aussichtspunkte und eine möglichst „szenische“ Linienführung von Straßen und Wegen) beeinflusst wird.
Bis 1950 entstanden in Deutschland vier weitere Touristische Routen, und zwar die Deutsche Weinstraße (1935), die Schwarzwaldhochstraße (1939), die Grüne Küstenstraße (1946) (die heute nicht mehr touristisch vermarktet wird) sowie die Romantische Straße (1950). Während zweier Gründungswellen entstanden etwa 90 % aller Touristischen Routen: Die erste Gründungswelle fand in den 1970er Jahren in der Bundesrepublik Deutschland statt, die zweiten Gründungswelle in den 1990er Jahren, v. a. in Ostdeutschland.
Anfangs waren Touristische Routen hauptsächlich auf Autotouristen ausgerichtet. Erst mit den 1990er Jahren fand ein Bedeutungswandel statt, indem sich Touristische Routen zunehmend alternativen Reiseverkehrsmitteln öffneten. Ursächlich hierfür war u. a. die gestiegene Umweltsensibilisierung. Allerdings ist immer noch der Pkw das beliebteste Verkehrsmittel, vor allem für Kurzurlaube und Wochenendausflüge. Noch heute sind viele Touristische Routen mit dem Auto befahrbar und nur teilweise mit alternativen Reiseverkehrsmitteln erlebbar.
Die Lehm- und Backsteinstraße westlich der Mecklenburgischen Großseenlandschaft erhielt 1999 als bislang einziges deutsches Projekt den „To Do!-Preis“ des „Ammerland-Studienkreises für Tourismus“, der einen explizit sozialverantwortlichen Tourismus in aller Welt fördert. Denn die Straße sei ein „partizipativ organisiertes Projekt mit eindeutig kommunal- und regionalpolitischer Ausrichtung“.

## Marketing und Regionalpolitik
Initiatoren von Ferienstraßen sind vielfach Regionen, die bestrebt sind, sich besser touristisch zu vermarkten. Typische Themen sind Landschaften, (ehemaliges) regionaltypisches Gewerbe oder kulturelles Erbe. Die Zielgruppe einer Themenstraße sind kulturell interessierte Touristen.
Ferienstraßen werden in Deutschland definiert als Leistungsbündel überörtlicher Marketingziele von Städte- und Gebietsgemeinschaften, die im Rahmen einer öffentlich-privaten Partnerschaft (PPP) zusammenwirken. Die rechtliche Organisationsform dieses Zusammenwirkens ist zumeist der eingetragene Verein. Ziele der Kooperation sind die Sicherung von Marktanteilen, Gewinnung bzw. Bindung bestimmter Zielgruppen, bessere infrastrukturelle Auslastung in touristischen Nebenzeiten bzw. eine Verlängerung der touristischen Saison sowie der Ausbau eines nationalen und internationalen Images. Es geht darum, in Form eines Cross marketing (potenziellen) Touristen die (auch kulturellen) Produkte der Region(en) nahezubringen.
Von zentraler Bedeutung für die Schaffung neuer Ferienstraßen und deren Betrieb ist die Finanzierung mit Mitteln der Europäischen Union, insbesondere im Rahmen des Programms LEADER.
Erfolgreich im Sinne der Initiatoren einer Ferienstraße können diese nach Auffassung der „Deutschen Zentrale für Tourismus“ (DZT) nur dann sein, wenn die folgenden Basis-Faktoren gegeben sind:
- Professionelles Marketing durch eine zentrale Stelle
- Eindeutige Orientierung am Gästenutzen, vor allem an der Nachfrage und nicht an Bürostunden orientierte Öffnungszeiten
- Geschlossene Serviceketten mit einer Infrastruktur, die Gelegenheiten schafft, Geld auszugeben
- Professionelle Information und Kommunikation durch Beschilderung, Karten, Broschüren
- Unbedingter Kooperationswille aller Beteiligten
- Ständige Weiterentwicklung und Qualitätsverbesserung durch Innenmarketingprojekte.[15]

## Kritik
In Deutschland gibt es zwar über 100 Ferienstraßen, jedoch haben es nur wenige davon geschafft, ins Bewusstsein der breiten Öffentlichkeit zu gelangen – dem eigentlichen Ziel, weshalb diese Ferienstraßen zum Teil mit hohem Aufwand angelegt worden sind. Deshalb hat die „DFMS Deutsche Ferienstraßen MarketingService GmbH & Co. KG“ – eine Initiative in Kooperation mit dem ADAC und der Hymer AG zur Vermarktung Deutscher Ferienstraßen – es sich zum Ziel gesetzt, ein breites Publikum im In- und Ausland besser als bisher über das Angebot Deutscher Ferienstraßen zu informieren.
Es gibt auch Ferienstraßen, die in vielen Karten noch eingetragen sind, aber nicht mehr vermarktet werden. Ein Beispiel hierfür ist die „Oldtimer-Route“ im Osnabrücker Land. Einige der für die Errichtung dieser Route maßgeblichen Stationen existieren entweder nicht mehr oder sind an einen Standort abseits der Route verlegt worden. Der DZT zufolge gilt der Grundsatz, dass nur systematisch und kontinuierlich vermarktete Straßen einen Nutzen für ihre Tourismusregion bringen. Tatsächlich verdienen es in Deutschland demnach nur rund ein Dutzend Straßen, mit dem Gedanken an eine ordentliche Vermarktung in Verbindung gebracht zu werden.